# Duncan Casey
Pour les articles homonymes, voir Casey.

a Compétitions nationales et continentales officielles uniquement.

b Matchs officiels uniquement.
Dernière mise à jour le 29 janvier 2018.
Duncan Casey (né le 14 novembre 1990) est un joueur irlandais de rugby à XV évoluant au poste de talonneur.

## Carrière

### En club
Duncan Casey a fait ses débuts dans l'équipe du Munster le 11 décembre 2010, comme remplacement lors d'un match contre  Melrose lors de la British and Irish Cup 2010-2011. Il a également été inclus dans l'effectif du Munster pour la Coupe d'Europe 2012-2013.
En janvier 2018, il rejoint le FC Grenoble, qui évolue en Pro D2, en tant que joker médical d'Arnaud Héguy.
En juillet 2021, il rejoint le Brussels Celtic RFC évoluant en 3e division belge.[réf. nécessaire]

### En équipe nationale
En 2010, il a joué avec l'équipe d'Irlande des moins de 20 ans, disputant un match lors du Tournoi des Six Nations des moins de 20 ans 2010, compétition qui sera remportée par son équipe.

## Palmarès

### En club
- Championnat de France de 2e division :
  - Vice-champion : 2018 avec le FC Grenoble.

### En équipe nationale
- Vainqueur du Tournoi des Six Nations des moins de 20 ans en 2010.